# Zabil jsem Einsteina, pánové
Zabil jsem Einsteina, pánové (en txec Jo vaig matar l'Einstein, senyors) és una pel·lícula de comèdia de ciència-ficció txecoslovaca del 1970 dirigida per Oldřich Lipský. La pel·lícula era protagonitzada per Jiří Sovák, Jana Brejchová, Lubomír Lipský, Iva Janžurová, Petr Čepek i altres actors. La trama principal gira al voltant de viatge en el temps anar al passat per canviar el futur.
La pel·lícula es va rodar a finals de l'estiu de 1968 i estrenada a Txecoslovàquia el 27 de febrer de 1970.
A la pel·lícula, un personatge utilitza un dispositiu que s'ha comparat amb un pal selfi, diverses dècades abans que es desenvolupés el seu disseny modern.

## Argument
L'acció té lloc l'any 1999. La humanitat està preocupada per la terrible situació que va aparèixer a la Terra a finals de segle. Les dones comencen a tenir barba i no poden tenir fills, i els homes els creixen els pits. Tot a causa dels residus nuclears d'un nou tipus d'arma, la idea de la qual es va trobar en les obres del gran físic Albert Einstein. L'ONU convoca una conferència de científics per resoldre el problema.
Per sortir d'aquesta situació, els científics proposen construir una màquina del temps i anar amb ella fins al 1911 per matar Einstein abans que comenci a treballar en les seves teories. Però l'expedició va fracassar. Per tant, envien dues expedicions més al passat. Sorgeix un nou problema: en lloc dels fanàtics nuclears, apareixen els fanàtics de la química. Comencen a sorgir les paradoxes del temps. La nova "edició" de la història, en la qual va morir Einstein el 1911, encara necessita moltes correccions...

## Repartiment
- Jiří Sovák - Professor David Moore
- Jana Brejchová - Gwen Williamsová
- Lubomír Lipský - Professor Frank Pech
- Iva Janžurová - Betsy
- Petr Čepek - Albert Einstein
- Radoslav Brzobohatý - Robert
- Svatopluk Beneš - Giacometti
- Jan Libícek - Smith
- Viktor Maurer - Snyder
- Miloš Kopecký - Wertheim
- Stella Zázvorková - Wertheimová
- Oldrich Musil - Rektor Rath
- Josef Hlinomaz - Velitel policie
- Karel Effa - Zástupce velitele policie
- Josef Bláha - reditel Fizikálního ustávu